# Bernardino Facciotto
Bernardino Facciotto (Casale Monferrato, 1540 - 1598) va ser un arquitecte italià.

## Biografia
Nascut en Casale Monferrato l'any 1540, va ser alumne de l'enginyer Francesco Paciotto i el 1564 va col·laborar amb ell en obres de la ciutat de Torí. El 1576, a petició de Guglielmo Gonzaga, duc de Màntua i Monferrato, va ser trucat per a la construcció de la ciutat d'Alba.

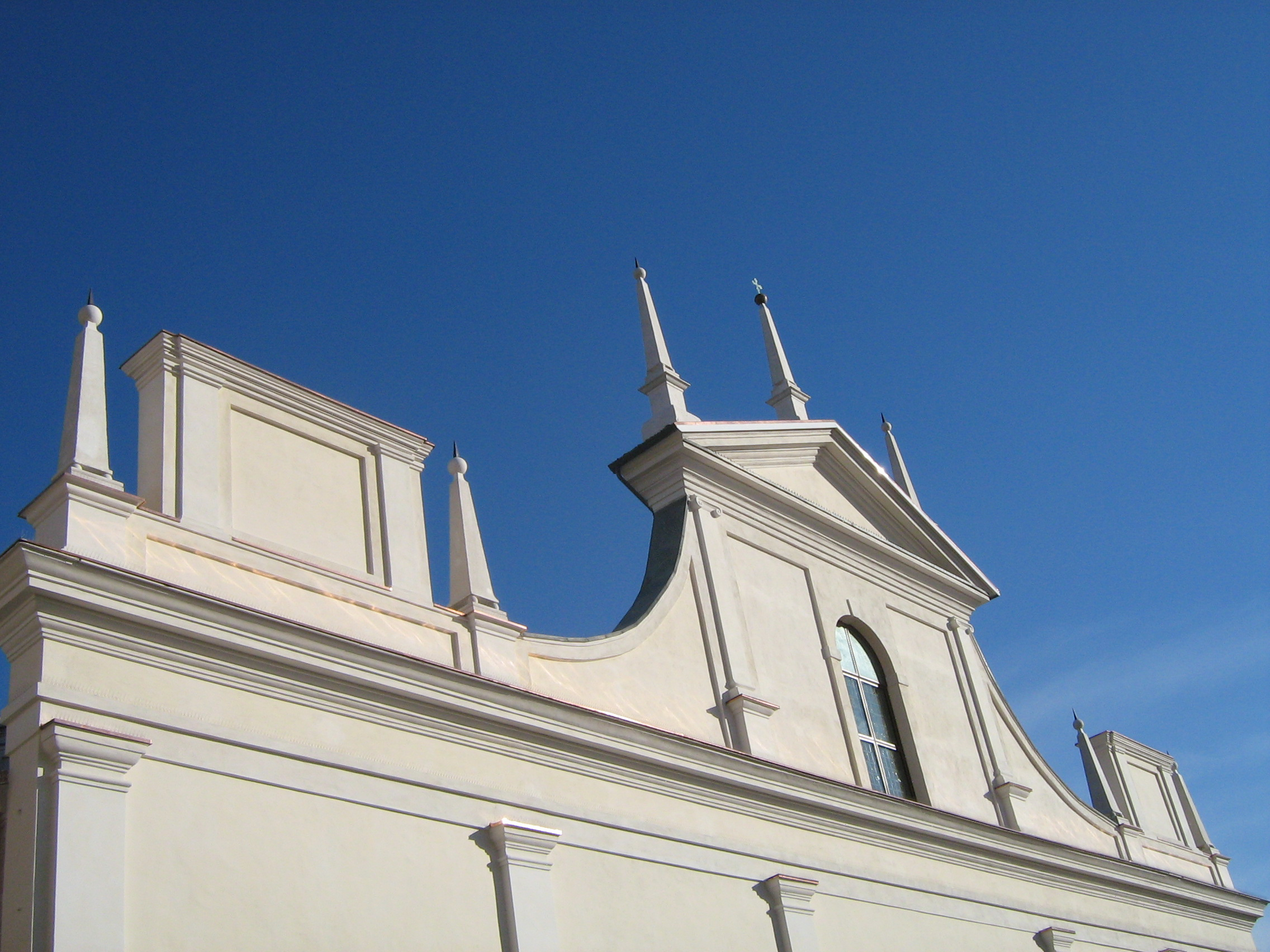
Castel Goffredo, església de Sant Erasme.

En aquells anys, es va traslladar a Màntua, i el 1576 a la mort de l'arquitecte Giovanni Battista Bertani va rebre instruccions de continuar la reconstrucció del Palau Ducal que va completar amb jardins, places, porxos, galeries, patis i exedres, i aconseguir definitivament l'aspecte de la residència ducal. Entre 1580 i 1582 va realitzar el «pati de les vuit cares», (cortile delle Otto Facce).
L'activitat de Facciotto per a la cort dels Gonzaga es va estendre també fora de la seva ciutat. A Motteggiana el 1582 a la Cort Ghirardina, iniciada per Luca Fancelli prop del 1470, va ser completament renovellada quan la propietat va passar a les mans de la cort del duc Guglielmo. El 1583 va fer un important treball en el palau Gazzuolo i a l'any següent va ampliar la residència de camp de Goito, on Guglielmo es va retirar a pregar.
El 1587 va treballar en la fortalesa de Cavriana a la «Villa Zani» de Villimpenta en aquest mateix any es va convertir en la propietat de Gonzaga, havia estat projectada el 1530 per Giulio Romano. A la mort de Guglielmo, Facciotto planeja per al comte successor Vincenzo I de Gonzaga, el mausoleu de la família a l'església de Sant Francesco a Màntua.

El 1588 va ser invitat al Castel Goffredo, seu del marquès Alfonso Gonzaga, per a la reconstrucció de l'església prebost de Sant Erasme, que va sofrir la caiguda de la cúpula. Mentre es trobava ocupat en les fortificacions de Casale Monferrato va morir el 1598.